# 胡長孺
胡长孺（1240年—1314年），字汲仲，号石塘，婺州永康适游（今山下村）人，元代官员、文人。

## 生平
祖先是天台人。父胡居仁是南宋淳祐七年（1247年）进士。生于元太宗十二年，隨外舅徐道隆前往四川参加铨试，名列第一，授迪功郎，监督重庆府酒务，与名儒高彭、李是、梅应春等称中南八士。宋亡不仕。至元二十五年（1288年），入京，任翰林修撰，後贬扬州教授。至大元年（1308年），以将仕佐郎身份任宁海主簿，當時大荒，下令富豪捐款募糧，救人無數，“特立独行，刚介有守”，官至司长山场盐司丞，以病辞歸，晚年隐居杭州虎林山。门人私谧纯节先生。卒于仁宗延祐元年。著有《瓦缶编》、《南昌集》、《宁海漫抄》、《颜乐斋稿》等。